# 関数の弾力性
正の変数（正の入力、正の出力）の正の微分可能関数 f の弾力性または点弾力性は、点 a において次のように定義される。
{\displaystyle Ef(a)={\frac {a}{f(a)}}f'(a)}
{\displaystyle =\lim _{x\to a}{\frac {f(x)-f(a)}{x-a}}{\frac {a}{f(a)}}=\lim _{x\to a}{\frac {f(x)-f(a)}{f(a)}}{\frac {a}{x-a}}=\lim _{x\to a}{\frac {{\frac {f(x)}{f(a)}}-1}{{\frac {x}{a}}-1}}\approx {\frac {\%\Delta f(a)}{\%\Delta a}}}
または同値的に  
{\displaystyle Ef(x)={\frac {d\log f(x)}{d\log x}}}
したがって、これは点 {\displaystyle (a,f(a))} からの無限小の変化に対して、入力 {\displaystyle x} の相対変化に対する関数の出力 {\displaystyle f(x)} の相対変化の比率である。同値的に、これは関数の対数の無限小変化を引数の対数の無限小変化で割った比率である。多入力・多出力の場合への一般化も文献に存在する。
関数の弾力性が一定 {\displaystyle \alpha } であるのは、その関数が {\displaystyle f(x)=Cx^{\alpha }}（ただし {\displaystyle C>0} は定数）の形を持つ場合に限られる。
ある点における弾力性は、2点間の弧弾力性の間隔をゼロに近づけたときの極限である。
弾力性の概念は、経済学や代謝制御解析（MCA）で広く用いられており、それぞれ弾力性や弾力性係数を参照。

## 規則
積や商の弾力性を求める規則は、導関数のそれよりも簡単である。f, g を微分可能関数とすると、次が成り立つ。  
{\displaystyle E(f(x)\cdot g(x))=Ef(x)+Eg(x)}
{\displaystyle E{\frac {f(x)}{g(x)}}=Ef(x)-Eg(x)}
{\displaystyle E(f(x)+g(x))={\frac {f(x)\cdot E(f(x))+g(x)\cdot E(g(x))}{f(x)+g(x)}}}
{\displaystyle E(f(x)-g(x))={\frac {f(x)\cdot E(f(x))-g(x)\cdot E(g(x))}{f(x)-g(x)}}}
また、導関数は弾力性を用いて次のように表せる。  
{\displaystyle Df(x)={\frac {Ef(x)\cdot f(x)}{x}}}
a および b を定数とすると、  
{\displaystyle E(a)=0}
{\displaystyle E(a\cdot f(x))=Ef(x)}
{\displaystyle E(bx^{a})=a}

## 点弾力性の推定
経済学において、需要の価格弾力性とは、需要関数 Q(P) の弾力性を指し、(dQ/dP)/(Q(P)/P)、すなわち限界関数の値 (dQ/dP) を平均関数 (Q(P)/P) の値で割った比率として表される。この関係は、特定の点において需要曲線が弾力的か非弾力的かを判断する簡便な方法を提供する。
まず、数学で一般的な慣習に従って独立変数 P を横軸に、従属変数 Q を縦軸に描くとする。このとき、その点における曲線に接する接線の傾きが限界関数の値である。その点を通り原点から引かれた半直線の傾きが平均関数の値である。接線の傾きの絶対値が半直線の傾きより大きければ、その点における関数は弾力的である。逆に、弦の傾きが接線の傾きの絶対値より大きければ、その点における曲線は非弾力的である。
接線を横軸まで延長した場合、この問題は単に線と横軸が成す角度の比較となる。限界角度が平均角度より大きければ、その点における関数は弾力的であり、限界角度が平均角度より小さければ、その点における関数は非弾力的である。ただし、経済学者が採用する慣習に従い、独立変数 P を縦軸に、従属変数 Q を横軸に描く場合には、逆の規則が適用される。
この同じ図的手法は、供給関数やその他の関数にも適用できる。

## 半弾力性
半弾力性（semi-elasticity, semielasticity）とは、x の変化（割合変化ではなく）に対する f(x) の割合変化を示すものである。代数的には、点 x における関数 f の半弾力性 S は次のように定義される。
{\displaystyle Sf(x)={\frac {1}{f(x)}}f'(x)={\frac {d\ln f(x)}{dx}}}
半弾力性は、{\displaystyle f(x)=C\alpha ^{x}} の形の指数関数では一定となる。なぜなら、
{\displaystyle \ln {f}=\ln {C\alpha ^{x}}=\ln {C}+x\ln {\alpha }\implies {\frac {d\ln {f}}{dx}}=\ln {\alpha }}
となるからである。
半弾力性の例として、債券取引におけるデュレーションがある。
文献によっては、この逆の定義が用いられる場合もある。つまり、半弾力性という用語を x の割合変化に対する f(x) の変化（割合変化ではない）として使う場合である。この場合は、
{\displaystyle {\frac {df(x)}{d\ln(x)}}={\frac {df(x)}{dx}}x}
と表される。